# Johnson & Johnson
Johnson & Johnson là một công ty dược phẩm, thiết bị y tế và đóng gói hàng hóa tiêu dùng của Hoa Kỳ được thành lập vào năm 1886. Công ty được liệt kê vào danh sách 500 công ty hàng đầu của Fortunes. J&J luôn được biết đến là một công ty danh tiếng, tạp chí Barron xếp J&J như là công ty đáng chú ý nhất và nó là công ty đầu tiên được nhận giải Benjamin Franklin cho công ty dược phẩm ở Hoa Kỳ vì các nguồn tài trợ cho chương trình đào tạo gio dục Quốc tế. Trụ sở chính của hãng đặt tại New Brunswick, New Jersey, Hoa Kỳ. Bộ phận khách hàng đặt tại Skillman, New Jersey. Công ty bao gồm 250 chi nhánh đặt tại 57 quốc gia và sản phẩm được bán trên hơn 175 nước. Các thương hiệu của Johnson & Johnson được đặt theo tên các dược phẩm hay tên của các nguồn viện trợ đầu tiên. Trong số những sản phẩm nổi tiếng có băng cá nhân Band-aid, tylenol, sản phẩm dành cho trẻ em, dung dịch làm sạch mặt clean and clear và kính sát tròng Acuvue,...

## Lịch sử
Năm 1885, hai anh em James Wood Johnson và Edward Mead Johnson lấy ý tưởng từ bài phát biểu về chất khử trùng của Joseph Lister, Robert Wood Johnson; họ đã tạo ra dòng sản phẩm băng phẫu thuật sử dụng ngay đầu tiên. Năm 1886, họ sản xuất sản phẩm đầu tiên. Một năm sau, họ chính thức thành lập công ty.

### 1982: Tylenol, vụ mưu sát tại Chicago
Ngày 29 tháng 9 năm 1982, "Nỗi sợ hãi Tylenol" bắt đầu khi người đầu tiên trong bảy người chết ở thành phố Chicago, sau khi ăn phải sử dụng Tylenol đã bị tẩm với xyanua. Chỉ trong một tuần, công ty đã thu hồi 31 triệu viên từ các nhà bán lẻ, Nó trở thành một trong những đợt thu hồi lớn đầu tiên trong lịch sử nước Mỹ. Sự việc trên đã dẫn đến cải cách quy định về bao bì của các thuốc OTC và luật liên bang về chống giả mạo. Trong khi vụ việc vẫn chưa được giải quyết. Johnson & Johnson phản ứng nhanh chóng, bằng việc thu hồi lớn trên toàn quốc. Hành động này được các chuyên gia và công chúng đánh giá cao và trở thành tiêu chuẩn vàng để quản lý khủng hoảng của công ty.

### 2010: Thu hồi sản phẩm cho trẻ em
Ngày 30 tháng 4 năm 2010, McNeil Consumer Healthcare, một công ty con của Johnson and Johnson, tự nguyện thu hồi 43 thuốc OTC cho trẻ em, bao gồm cả: Tylenol, Tylenol Plus, Motrin, Zyrtec và Benadryl. Việc thu hồi được tiến hành sau khi kiểm tra định kỳ tại cơ sở sản xuất tại Fort Washington, Pennsylvania, đã phát hiện được một số " một số sản phẩm có thể sản xuất không đáp ứng đầy đủ các thông số kỹ thuật theo yêu cầu ". Sản phẩm này có thể có " Hàm lượng hoạt chất cao " hoặc thấy được các lỗi trên sản phẩm. Các sản phẩm được vận chuyển đến Canada, Cộng hòa Dominica, Guam, Guatemala, Jamaica, Puerto Rico, Panama, Trinidad và Tobago, United Arab Emirates, Kuwait và Fiji cũng bị thu hồi. Trong một tuyên bố, Johnson & Johnson cho biết " việc đánh giá chất lượng toàn diện trên khắp các nhà máy sản xuất của mình " đã được tiến hành. trang web chuyên dụng cũng được thành lập đưa danh sách các sản phẩm bị ảnh hưởng và những thông tin khác.

### 2010: thu hồi bộ phận thay thế khớp hông
Ngày 29 Tháng 8 năm 2010, DePuy, một công ty con của gã khổng lồ Johnson & Johnson đã thu hồi ASR (thay thế bề mặt khớp) bộ phận giả hông từ thị trường. DePuy cho biết việc thu hồi là do chưa được công bố dữ liệu của Cơ quan đăng ký khớp quốc gia (National Joint Registry) về tỷ lệ thấy thế 12% cho bề mặt khớp trong 5 năm và tỉ lệ thay thế ASR XL là 13%. Tất cả các bộ phận giả hông thất bại trong một số bệnh nhân, nhưng người ta cho rằng tỷ lệ sẽ có khoảng 1 % một năm. Các bệnh lý, phục hình không có nhiều hiệu ứng. Các mảnh vỡ kim loại từ bộ phận cấy ghép đã gây ra phản ứng phá hủy các mô mềm xung quanh khớp, để lại một số khuyết tật lâu dài cho bệnh nhân. Ion cobalt, crôm - các kim loại từ đó bộ phận cấy ghép đã phóng thích vào máu và dịch não tủy ở một số bệnh nhân.
Tháng 3 năm 2013, Bồi thẩm đoàn tại Los Angeles đã ra lệnh Johnson & Johnson phải đền bù thiệt hại hơn 8.300.000 $ cho một nam bệnh nhân ở Montana. Đây là vụ kiện đầu tiên của hơn 10.000 vụ kiện đang chờ được xử lý có liên quan đến thu hồi sản phẩm thay thế khớp hông của DePuy.
Tháng 8 năm 2013, các luật sư của hàng ngàn nạn nhân đã gửi một bức thư cho Cục Quản lý Thực phẩm và Dược Hoa Kỳ (FDA) cáo buộc các bộ phận cấy ghép kim loại của DePuy và công ty này đã vi phạm luật liên bang bằng cách dấu các mối nghi ngại về thiết bị này, và kêu gọi các cơ quan để điều tra.
Một số luật sư và các nhà phân tích đã ước tính rằng Johnson & Johnson phải tốn hàng tỷ đô la để giải quyết dứt điểm vụ việc.

### Các thế hệ chủ tịch
- Robert Wood Johnson I: 1887–1910
- James Wood Johnson: 1910–1932
- Robert Wood Johnson: II 1932–1963
- Philip B. Hofmann: 1963–1973
- Richard B. Sellars: 1973–1976
- James E. Burke: 1976–1989
- Ralph S. Larsen: 1989–2002
- William C. Weldon: 2002–2012
- Alex Gorsky: 2012–nay

## Tranh chấp

### Tranh chấp cổ đông
Năm 2010 Một nhóm cổ đông đã khởi kiện ban điều hành Johnson & Johnson vì không có hành động để ngăn chặn thất bại và vi phạm pháp luật trong những năm 1990, bao gồm: các vấn đề sản xuất, hối lộ quan chức, che giấu các tác dụng phụ và tiếp thị gây hiểu lầm mà không được chấp nhận sử dụng. Thẩm phán ban đầu bác bỏ những trường hợp trong tháng 9 năm 2011 do các bằng chứng có tiêu chuẩn cao đã thuyết phục các thành viên hội đồng quản trị, nhưng với sự nghi ngại nghiêm trọng hơn cho phép các cổ đông khởi kiện lại với các trường hợp cụ thể hơn. Trong năm 2012, Johnson và Johnson đã thỏa thuận với các cổ đông, trong đó công ty sẽ thiết lập chất lượng mới và tuân thủ các quy trình bắt buộc trong vòng 5 năm.

## Marketing Risperdal
Bồi thẩm đoàn ở một số tiểu bang Hoa Kỳ phát hiện J & J về tội che giấu những thông tin về tác dụng phụ của thuốc chống loạn thần của thuốc Risperdal (tên hóa học Risperidone), được sản xuất bởi Janssen Pharmaceuticals, nhằm mục đích thúc đẩy các bác sĩ và bệnh nhân sử dụng nhiều hơn so với thuốc generic giá rẻ. các bang xử phạt bao gồm Texas (158,000,000 $), Nam Carolina (327,000,000 $), Louisiana (258,000,000 $), và đặc biệt Arkansas (1,2 tỷ USD) - Bộ trưởng bộ tư pháp cho biết: "Hai công ty đặt lợi nhuận trên mọi người, và họ phải chịu trách nhiệm về hành động của họ một cách chính đáng". tuy nhiên giá cổ phiếu của gã khổng lồ dược phẩm này hầu như không giảm sau tuyên bố này.
Ngoài ra, Bộ Tư pháp Mỹ đã tiến hành điều tra hoạt động bán hàng Risperdal của J & J từ năm 2004. Trong năm 2010 một vụ kiện tố cáo chống lại công ty về tiếp thị bất hợp pháp Risperdal qua Omnicare, công ty lớn nhất cung cấp dược phẩm cho nhà dưỡng lão. các cáo buộc gồm mà J & J đã được cảnh báo bởi cục quản lý Thực phẩm và Dược phẩm Mỹ (FDA) về việc Risperdal chưa có hiệu quả và an toàn cho bệnh nhân lớn tuổi, trong khi thực tế nó liên quan đến cái chết sớm. Trong thực tế họ đã mua chuộc hãng dược phẩm Omnicare bằng hàng chục triệu đô la để thúc đẩy kê loại thuốc từ các bác sĩ gia đình.

## Sử dụng biểu tượng chữ thập đỏ
Johnson & Johnson đăng ký chữ thập đỏ như một thương hiệu " băng dán phẫu thuật " vào năm 1905 và đã sử dụng thiết kế từ năm 1887.